# Боновиці
Боновиці (пол. Bonowice) — село в Польщі, у гміні Щекоцини Заверцянського повіту Сілезького воєводства.
Населення — 279 осіб (2011).
У 1975-1998 роках село належало до Ченстоховського воєводства.

## Демографія
Демографічна структура станом на 31 березня 2011 року:
|          | Загалом | Допрацездатний вік | Працездатний вік | Постпрацездатний вік |
| -------- | ------- | ------------------ | ---------------- | -------------------- |
| Чоловіки | 139     | 36                 | 83               | 20                   |
| Жінки    | 140     | 30                 | 74               | 36                   |
| Разом    | 279     | 66                 | 157              | 56                   |